# دانيال ريدنيك
دانيال ريدنيك (بالرومانية: Daniel Rednic)‏ هو لاعب كرة قدم روماني في مركز الوسط، ولد في 2 فبراير 1978 في Ieud ‏ في رومانيا. لعب مع بوليتنيكا ياشي ودينامو بوخارست ونادي أوتسيلول غالاتسي ونادي بودابست ويونيفرسيتاتيا كرايوفا.